# Mistrzostwa Europy w Wioślarstwie 2011 – ósemka mężczyzn
Ósemka mężczyzn (M8+) – konkurencja rozgrywana podczas 71. Mistrzostw Europy w Wioślarstwie w bułgarskim Płowdiw, w dniach 16-18 sierpnia 2011 r. W zmaganiach udział wzięło 7 osad. Zwycięzcami zostali reprezentanci Polski.

## Składy osad
| Państwo | Zawodnicy |
| ------- | --- |
| Czechy  | Jiří Srna, Kornel Altman, David Szabó, Jan Pilc, Jakub Podrazil, Jakub Koloc, Petr Melichar, Matyas Klang, Martin Suma                                              |
| Estonia | Joosep Laos, Artur Maier, Alo Kuslap, Vladimir Latin, Andrus Sabiin, Sten Villmann, Rauno Talisoo, Ander Koppel, Valeri Prosvirnin                                  |
| Niemcy  | Andre Sieber, Markus Kuffner, Marco Neumann, Philipp Naruhn, Hanno Wienhausen, Thomas Protze, Nicolai Jürgens, Albert Kowert, Philipp Karnatz                       |
| Polska  | Marcin Brzeziński, Rafał Hejmej, Dariusz Radosz, Piotr Hojka, Mikołaj Burda, Piotr Juszczak, Krystian Aranowski, Michał Szpakowski, Daniel Trojanowski              |
| Rosja   | Denis Nikiforow, Rostisław Drożżaczich, Wiktor Misjutkin, Iwan Podszywałow, Gieorgij Jefriemienko, Anton Zarucki, Michaił Biełow, Pawieł Safonkin, Aleksandr Kulesz |
| Rumunia | Leon Pop, Marius-Vasile Cozmiuc, Aurelian Stoica, Cristi-Ilie Pirghie, George Palamariu, Ionel Strungaru, Ionut Minea, Florin Stefan, Valentin Piticariu            |
| Ukraina | Anton Cholaznykow, Wiktor Hrebennykow, Iwan Tymko, Artem Moroz, Andrij Prywieda, Wałentyn Kleckoj, Oleg Łykow, Serhij Czykanow, Ołeksandr Konowaluk                 |

## Wyniki

### Legenda
Q - awans do finału A
R - awans do repasaży

### Eliminacje
Wyścig 1
| Poz. | Osada   | Rezultat | Uwagi |
| ---- | ------- | -------- | ----- |
| 1    | Ukraina | 5:40,780 | Q     |
| 2    | Czechy  | 5:52,660 | R     |
| 3    | Rosja   | 5:56,210 | R     |
| 4    | Estonia | 5:59,050 | R     |

Wyścig 2
| Poz. | Osada   | Rezultat | Uwagi |
| ---- | ------- | -------- | ----- |
| 1    | Polska  | 5:48,830 | Q     |
| 3    | Rumunia | 5:51,380 | R     |
| 2    | Niemcy  | 6:10,520 | R     |

### Repasaże
| Poz. | Osada   | Rezultat | Uwagi |
| ---- | ------- | -------- | ----- |
| 1    | Czechy  | 5:38,380 | Q     |
| 2    | Rumunia | 5:40,400 | Q     |
| 3    | Rosja   | 5:41,550 | Q     |
| 4    | Niemcy  | 5:42,860 | Q     |
| 5    | Estonia | 6:43,110 |       |

### Finał
| Poz. | Osada   | Rezultat | Uwagi |
| ---- | ------- | -------- | ----- |
| 1    | Polska  | 5:37,380 |       |
| 2    | Czechy  | 5:39,380 |       |
| 3    | Ukraina | 5:39,630 |       |
| 4    | Rosja   | 5:47,010 |       |
| 5    | Rumunia | 5:49,950 |       |
| 6    | Niemcy  | 5:52,710 |       |